# 澳洲國立大學校友列表
澳洲國立大學（The Australian National University；ANU）建校至今，已累積人數龐大的傑出校友與知名教職員。
- ANU校友動態更新[]。

## 知名校友

### 政商界

#### 國際政要
- 桂宮宜仁親王，日本天皇明仁堂弟，三笠宮崇仁親王次子。曾任日澳紐協會總裁；日本農會、山林會、工藝會、漆工協會總裁等職。 日本
- 刘镇东，马来西亚上议员、前国防部副部长。 马来西亚
- 张健仁，马来西亚民主行动党全国副主席兼砂拉越州主席。 马来西亚
- Boediono，印尼副總統、前財政部部長、前中央銀行總裁。 印度尼西亞
- Feleti Teo，前太平洋島國論壇秘書長。
- Martin Indyk，美國駐以色列大使。 美国
- Kuini Speed，斐濟拉圖（酋長尊稱）、副首相。 斐济
- Ralph Regenvanu，萬那杜共和國國會議員。
- Iftekhar Ahmed Chowdhury，孟加拉國外交部部長。
- Marty Natalegawa，印尼外交部部長。 印度尼西亞
- 馮慧蘭，印尼貿易部部長，印尼首位華裔女性部長。 印度尼西亞
- Iftekhar Ahmed Chowdhury，孟加拉外交部部長；外交官；孟加拉駐聯合國代表。
- Patricia Hewitt，英國國會議員，內閣成員。 英国
- Tupou Draunidalo，斐濟律師協會（Fiji Law Society）副總裁。 斐济
- John Ondawame，西紐幾內亞自由巴布亞運動推動者。 印度尼西亞
- Carlos Jarque，墨西哥政治人物與經濟學者。美洲開發銀行總裁顧問；聯合國統計委員會主席。 墨西哥
- Gordon Darcy Lilo，索羅門群島總理；曾任財政部部長。 所罗门群岛
- Sione Ngongo Kioa，東加王國大使、國際貨幣基金特助室主任；曾派駐歐盟各國、英國和俄羅斯等。
- 谭耀宗，香港全国人民代表大会常务委员会委员及港区全国人大代表、香港再出发大联盟秘书长。 香港

#### 紐澳政要
- 陸克文，外交部長、前澳洲工黨黨魁及澳洲總理；聯合國全球永續發展委員會委員。
- 鮑勃·霍克，前澳洲工黨黨魁、曾任澳洲總理。
- 唐納德·布拉什，紐西蘭國家黨前黨魁和前反對黨領袖。紐西蘭儲備銀行（中央銀行）總裁。
- David Gallop，前澳洲國家足球聯盟（National Rugby League）執行長；澳洲運動委員會（Australian Sports Commission）主席。
- Richard Butler，前塔斯馬尼亞州總督；聯合國武器巡視大使。
- 郜若素，巴布亞紐幾內亞財務部秘書長；澳洲總理經濟顧問；澳洲駐中國大使；西澳銀行董事長；澳洲基礎工業銀行董事長等。
- Tony Whitlam，澳洲聯邦法院法官；前澳洲工黨黨魁、澳洲總理愛德華·高夫·惠特蘭的父親。
- Peter Garrett，澳洲國會（眾議院）議員；澳洲環境部部長。
- Kim Edward Beazley，澳洲國會（眾議院）議員；前澳洲教育部部長。
- Craig Emerson，澳洲國會（眾議院）議員；澳洲經濟部部長。
- Stephen Conroy，澳洲國會（參議院）議員；澳洲通訊傳播暨數位經濟部部長。
- Margaret Guilfoyle，澳洲國會議員；前澳洲財政部部長、教育部部長、社會安全部部長。
- Nick Minchin，澳洲國會（參議院）議員；內閣部長、澳洲自由黨國會總書記。
- Joe Ludwig，澳洲國會（參議院）議員；內閣部長。
- Susan Ryan，澳洲國會（參議院）議員；內閣部長。
- Brett Mason，澳洲國會（參議院）議員；國會秘書長。
- Harry Jenkins，澳洲國會（眾議院）議員兼國會發言人。
- Jon Stanhope，前任澳洲首都特區區長。
- Gary Humphries，前澳洲首都特區區長，澳洲國會（參議院）議員。
- Shane Stone，前澳洲北領地首長，澳洲國家自由黨黨魁。
- Warren Snowdon，澳洲國會（眾議院）議員；內閣部長。
- Alex Somlyay，澳洲國會（眾議院）議員；內閣部長。
- Phil Barresi，澳洲國會（眾議院）議員。
- Michael Keenan，澳洲國會（眾議院）議員。
- Christine Gallus，澳洲國會（眾議院）議員。
- Catherine King，澳洲國會（眾議院）議員。
- Gary Gray，澳洲國會（眾議院）議員。
- Alan Griffin，澳洲國會（眾議院）議員。
- Bob Catley，澳洲國會（眾議院）議員；曾任教於紐卡索大學、阿德雷得大學、奧塔哥大學、美國特拉華大學。
- Barry Cohen，澳洲國會（眾議院）議員；環境部部長。
- Concetta Fierravanti-Wells，澳洲國會（參議院）議員。
- Andrew Barr，澳洲首都特區大臣，首都特區議會議員。
- Katy Gallagher，澳洲首都特區大臣，首都特區議會議員。
- Barry O'Farrell，新南威爾斯州議員兼澳洲自由黨州議會領袖。
- Roslyn Dundas，首都特區議會議員，特區史上最年輕的女性議員。
- Kate Jones，昆士蘭州議會議員兼議會發言人，昆士蘭史上最年輕的女性議員。
- Simon Overland，維多利亞州警政署署長。
- Terence Higgins，澳洲首都特區首席法官、澳洲聯邦法院法官、御用大律師。
- Catherine Holmes，澳洲昆士蘭州最高法院法官。
- John Pascoe，澳洲聯邦裁判法院首席法官；新南威爾斯大學副校監；曾任多家澳洲大型企業董事。
- David Risstrom，大律師；澳洲綠黨參議院候選人。
- Barbara Vernon，澳洲聯邦政府主計處官員；社會運動人士。
- Stephen Brady，澳洲駐荷蘭大使；澳洲總督秘書室主任。
- John Hannaford，澳洲新南威爾斯州檢察總長；澳洲國會（眾議院）議員；健康部部長。
- Andrew McIntosh，澳洲維多利亞州州議會議員。
- Michael Moore，澳洲國會（眾議院）議員；健康部部長；澳洲首都特區議會議員。
- Shane Rattenbury，澳洲首都特區議會議員兼發言人。
- Warwick Smith，澳洲國會（眾議院）議員；體育部部長。
- Andrew Tink，大律師；澳洲新南威爾斯州州議會議員。
- Michael Yabsley，澳洲新南威爾斯州州議會議員。
- Peter White，澳洲國會（眾議院）議員；昆士蘭州州議會議員。
- Peter Woolcott，澳洲外交官；曾派駐牙買加、阿根廷、菲律賓、檀香山、義大利與聯合國總部等。
- Jian Yang，紐西蘭國會（眾議院）華裔議員；曾任教於奧克蘭大學。

#### 商業鉅子
- Cheong Choong Kong，前新加坡航空執行長；新加坡華僑銀行董事長。
- Chris Corrigan，前Patrick Corporation的執行董事。
- Nicholas Gruen，澳洲經濟學家與商人。
- John Bryant，美國凯洛格公司全球執行長（CEO）。
- Adrian Pagan，澳洲經濟學家。曾任教於雪梨大學與昆士蘭科技大學；澳洲儲備銀行董事。
- 蔣小明，賽博國際有限公司董事長及創辦人，中遠國際控股有限公司，以及盛高置地控股有限公司獨立非執行董事。

### 學術界

#### 諾貝爾獎得主
- 霍華德·弗洛里，弗洛里男爵，1945年諾貝爾生理學或醫學獎得主。
- 約翰·卡魯·埃克爾斯，1963年諾貝爾生理學或醫學獎得主；澳洲科學院（AAS）第二任院長。
- 約翰·夏仙義，1994年諾貝爾經濟學獎得主。
- 羅夫·辛克納吉，1996年諾貝爾生理學或醫學獎得主。
- 彼得·杜赫提，1996年諾貝爾生理學或醫學獎得主。
- 布莱恩·施密特，2011年諾貝爾物理學獎得主。

#### 各國大學校長
- Alan Gilbert，英國曼徹斯特大學校長。
- Malcolm Gillies，英國倫敦城市大學校長。
- Michael McRobbie，美國印第安那大學校長。
- Glyn Davis，澳洲墨爾本大學校長。
- Don Aitkin，澳洲坎培拉大學校長；澳洲社會科學院院士。
- Alan Finkel，澳洲蒙納許大學校長。
- 王賡武，CBE，香港大學校長、中華民國（臺灣）中央研究院院士及新加坡國立大學特級教授。

#### 知名學者
ANU至今已經培育出諸多傑出的各學術領域學者，任教於世界各地大學（僅列出於維基百科有專屬頁面者）。
- John H. Coates，英國劍橋大學特聘數學教授；曾任教於美國哈佛大學、史丹佛大學。
- Nicholas Agar，紐西蘭威靈頓維多利亞大學倫理學教授；紐西蘭政府環境風險管理委員會委員。
- Diane Bell，美國喬治華盛頓大學人類學教授；澳洲弗林德斯大学專聘總編輯。
- Ian Brooker，澳洲知名植物學學者。
- Roland Stocker，澳洲生物化學學者，曾任教於雪梨大學。
- Verity Burgmann，澳洲墨爾本大學政治學教授；曾任教於雪梨大學與新南威爾斯大學。
- Colin Butler，澳洲國立大學教授、醫生；曾任教於迪肯大學。
- Dipesh Chakrabarty，歷史學者；美國芝加哥大學教授。
- Peter Coutts，考古學學者；澳洲維多利亞州首席考古學家。
- Michael Cowling，純粹數學學者、澳洲科學院院士；曾任教於新南威爾斯大學、伯明罕大學和熱那亞大學。
- Alan Dupont，國際關係學者；雪梨大學教授。
- Nicholas Evans，語言學學者；曾任教於墨爾本大學，現回到母校澳洲國立大學任教。
- Patrick O'Farrell，歷史學學者；新南威爾斯大學特聘教授。
- Thomas Alured Faunce，律師與醫生；現任教於母校澳洲國立大學醫學院與法學院。
- John Frow，澳洲人文科學院院士；曾任教於墨爾本大學、昆士蘭大學、明尼蘇達大學、芝加哥大學、康乃爾大學、愛丁堡大學、密西根大學、梅鐸大學和海德堡大學。
- William Hale，政治學學者；英國德倫大學教授、土耳其Sabancı University教授。
- Peter Gavin Hall，澳洲科學院院士、英國皇家學會會員；澳洲國立大學、墨爾本大學、美國加州大學戴維斯分校教授。
- Clive Hamilton，倫理學學者；曾任教於查爾斯史都華大學、美國耶魯大學、英國劍橋大學。澳洲綠黨國會候選人。
- Chris Heyde，統計學學者、澳洲科學院院士；曾任教於哥倫比亞大學、墨爾本大學、曼徹斯特大學、雪菲爾大學、密西根州立大學和澳洲國立大學（母校）。
- S A Hosseini，社會學學者；曾任教於澳洲國立大學（母校）、雪梨科技大學、新南威爾斯大學和紐卡索大學。
- Wassana Im-Em，人口統計學學者；任教於泰國第一學府瑪希敦大學。
- Rodney Jory，物理學者；曾任教於澳洲國立大學（母校）、英屬哥倫比亞大學、維也納大學、佛羅里達州立大學、利物浦大學、坎培拉大學和薩塞克斯大學。
- M. Ilyas Kamboh，遺傳學學者；任教於美國匹茲堡大學。
- Eugene Kamenka，哲學家；任教於新加坡國立大學。
- John Kekes，哲學家；紐約州立大學特聘教授。
- Brij Lal，歷史學學者；曾任教於澳洲國立大學（母校）、南太平洋大學、夏威夷大學、巴布亞紐幾內亞大學和斐濟大學。
- Marcia Langton，人類學學者；任教於墨爾本大學。
- Donald Laycock，澳洲人文科學院院士，語言學和人類學學者；巴布亞紐幾內亞語言研究權威。
- Rodolfo Llinás，神經科學權威；美國國家科學院與法國科學院院士。紐約大學醫學院教授。
- Ross H. McKenzie，物理學家；任教於昆士蘭大學。
- Toby Miller，社會科學學者；曾任教於美國加州大學河濱分校、紐約大學；格里菲斯大學和新南威爾斯大學。
- David Nash，澳洲原住民語言學學者；任職於美國麻省理工學院。
- Keith Nugent，物理學家，澳洲科學院院士；任教於墨爾本大學。
- Harjot Oberoi，社會科學學者專攻亞洲研究；任職於加拿大英屬哥倫比亞大學。
- Charles E. M. Pearce，數學家；曾任教於昆士蘭大學、阿德雷得大學、英國雪菲爾大學、法國雷恩第一大學。
- John Quiggin，經濟學家；曾任教於澳洲國立大學與昆士蘭大學。
- Elizabeth Anne Reid，澳洲社會科學院院士，曾任職於聯合國、常春藤盟校哈佛大學、澳洲國立大學。
- Michael Roe，史學家；任教於塔斯馬尼亞大學。
- Leonie Sandercock，英屬哥倫比亞大學教授，曾任職於麥覺理大學、墨爾本皇家理工大學、墨爾本大學、洛杉磯加州大學。
- Carmel Schrire，人類學學者；任教於美國羅格斯大學。
- John Shine，生物化學學者，澳洲科學院院士；曾任教於新南威爾斯大學和美國加州大學舊金山分校。
- Clem Tisdell，經濟學家；任教於昆士蘭大學。
- Donald Tuzin，人類學學者；任教於美國加州大學聖地牙哥分校。
- Don VandenBerg，天文學家；任教於加拿大維多利亞大學。
- Robert Webster，病毒學專家；美國國家科學院與英國皇家學會院士。
- Robert Gilbert，澳洲科學院院士，高分子化學專家；曾任教於雪梨大學與昆士蘭大學。
- Michael Flood，社會學學者；曾任教於臥龍崗大學。
- Rafe de Crespigny，漢學家，澳洲人文科學院院士。
- Harvey Raymond Butcher，天文學家。
- John Caldwell，人口學專家，澳洲社會科學院院士；曾任教於迦納和奈及利亞大學。
- David Cullen，數學家、經濟學家和哲學家。
- 梁世榮，香港理工大學學者，香港文學作家。
- 閔福德，英國漢學家。
- 柯林·麥克拉斯，漢學家，格里菲斯大學的亞洲研究學系創系榮譽教授。

### 藝文與其它

#### 藝文界
- 阿里斯特·格里爾森，澳洲電影導演和編劇。獲得三次Tropfest獎。
- David Bradbury，國營澳大利亞廣播公司（ABC）製片人。
- Michael Brand，藝術學者；曾擔任美國與澳洲多座博物館館長。
- Michael Byrne，詩人。
- Jessica Cottis，指揮家。
- Jim Cotter，作曲家，現任教於母校澳洲國立大學音樂學院。
- Ian Cresswell，作曲家。
- Stevan Eldred-Grigg，小說作家。
- Kevin Hart，詩人與作家；曾任教於蒙納許大學、美國聖母大學和維吉尼亞大學。
- Geoffrey Lancaster，指揮家與古典鋼琴家。
- Henry Nixon，演員。
- Debra Oswald，作家。
- Guy Pearse，作家；任教於昆士蘭大學。
- Margaret Reeson，史學家與傳記文學作家。
- Gayla Reid，作家。
- Stephen Rice，澳洲電視節目製作人；記者。
- Tim Rogers，搖滾音樂歌手。
- Richard Roxburgh，美國好萊塢演員。
- Brendan Shanahan，作家。
- Adam Spreadbury-Maher，導演與製作人。
- Anita Ondine Smith，作家、導演與製作人。
- Katia Tiutiunnik，小提琴家、作曲家與學者。
- David Vernon，作家。
- Gerard Windsor，作家。
- Vanessa Woods，科普作家。
- Jack Waterford，知名評論家和記者，坎培拉時報主編。

#### 其它領域
- John Tarrant，佛教禪宗大師。
- Stephen Larkham，橄欖球運動員，曾代表澳洲參加多屆世界盃橄欖球賽。
- Tim Macartney-Snape，登山運動好手，第一位順利登上聖母峰之巔的澳洲登山客。
- Lincoln Hall，登山運動好手、冒險家，曾登上聖母峰之巔。
- 安德魯·垂鳩，澳洲籍的電腦程式設計師，以創造Samba、檔案伺服器以及Rsync演算法著稱。
- Bettina Arndt，性治療專家與專書作者。
- Rosi Braidotti，義大利女權運動者。
- Brian Farran，新南威爾斯州聖公宗主教。
- Bettina Gorton，第十九任澳洲總理John Gorton的妻子。
- Anu Singh，殺手。
- Jean-Philippe Wispelaere，情報員。

## 知名教職員

### 歷任校長暨校監

#### 校監（Chancellor）
- ANU校監是名義上的大學法人代表，同時也是校務委員會的主席。
  - 1946-1951 Richard Mills，ANU建校委員會主席，兼任代理校監。

1. 1951-1961 Stanley Bruce，首位墨爾本子爵，第2位擁有英國可世襲爵位的澳洲人；第8任澳洲總理。
2. 1961-1965 約翰·考克饒夫，英國爵士，1951年諾貝爾物理學獎得主。
3. 1965-1968 霍華德·弗洛里，弗洛里男爵，1945年諾貝爾生理學或醫學獎得主；曾任英國皇家學會會長。
4. 1968-1976 H. C. Coombs，澳洲儲備銀行（中央銀行）總裁；經濟學家；澳洲科學院院士。
5. 1976-1984 John Crawford，世界銀行與美國華盛頓特區特任顧問；1981年澳洲名人獎得主。
6. 1984-1987 Richard Blackburn，澳洲首都特區首席法官、澳洲聯邦法官。
7. 1987-1990 Gordon Jackson，企業家；澳洲儲備銀行（中央銀行）董事、澳洲勛爵協會總裁。
8. 1990-1994 Geoffrey Yeend，政治人物。
9. 1994-2006 Peter Baume，澳洲國會參議員；曾經歷任澳洲教育部部長、衛生部部長、原住民事務部部長。
10. 2006-2009 Allan Hawke，曾任澳洲聯邦參謀總長；澳洲榮民事務部大臣、交通部大臣；駐紐西蘭大使。
11. 2009-2010 Kim Beazley，澳洲駐美國大使；曾任澳洲工黨黨魁（反對黨領袖）、澳洲副總理。
12. 2010-     Gareth Evans，曾任澳洲工黨黨魁；澳洲聯邦參議院議長、司法部部長、外交部部長等；聯合國秘書長顧問；國際危機組織執行長；亞洲太平洋經濟合作會議（APEC）發起人與第一屆APEC部長級會議主席；東南亞國協（ASEAN）區域論壇發起人；御用大律師；曾獲澳洲聯邦政府勳章和聯合國獎章等；英國牛津大學榮譽院士、劍橋大學期刊編輯顧問、美國耶魯大學與史丹佛大學顧問等等。

#### 校長（Vice-Chancellor & President）
ANU校長的角色類似於企業執行長，是校務行政的實際最高執行者。
1. 1948-1953 Douglas Copland，聯合國大會主席；二戰期間澳洲駐中國部長；澳洲駐加拿大大使。
2. 1953–1960 Leslie Melville，澳洲聯邦銀行首席顧問；澳洲儲備銀行（中央銀行）創辦人之一；澳洲聯邦預算委員會主席。
3. 1960–1967 Leonard Huxley，澳洲科學院院士。
4. 1968–1973 John Crawford，世界銀行與美國華盛頓特區特任顧問；1981年澳洲名人獎得主。
5. 1973–1975 Robert Williams。
6. 1975–1982 Anthony Low，前劍橋大學卡萊爾學院院長；史學家。
7. 1982–1987 Peter Karmel，前弗林德斯大学校長；經濟學者。
8. 1988–1993 Lawrence W Nichol。
9. 1994–2001 Richard Deane Terrell。
10. 2001–2011 Ian Chubb，澳洲聯邦政府首席科學家；國際研究型大學聯盟主席、澳洲八校聯盟主席。
11. 2011–2015 Ian Young。
12. 2016–     布莱恩·施密特，2011年諾貝爾物理學獎得主。

### 教授與訪問學者
ANU延攬許多曾經任職於海內外各名校的大師級學者，為學子們提供與世界接軌的教學並持續提升它的科研實力（僅列出於維基百科有專屬頁面者）。
- 马克·奥利芬特，物理學者；曾任南澳州總督；澳洲科學院（AAS）創院院長；英國皇家學會院士。
- Thomas MacFarland Cherry，澳洲科學院（AAS）第三任院長；英國皇家學會院士。
- Arthur Birch，澳洲科學院（AAS）第十任院長；英國皇家學會院士；澳洲國立大學化學研究學院創院者。
- David P. Craig，澳洲科學院（AAS）第十二任院長；英國皇家學會院士。
- Brian Anderson，澳洲科學院（AAS）第十四任院長；英國皇家學會院士。
- Kurt Lambeck，澳洲科學院（AAS）第十六任院長；英國皇家學會院士。
- Keith Hancock，澳洲人文科學院院長，史學家；曾任教於伯明罕大學、倫敦大學和阿德雷得大學。
- Frank Fenner，澳洲科學院、英國皇家學會和美國國家科學院院士；病毒學權威。
- Manning Clark，澳洲歷史學界大師，被譽為「澳洲最著名的歷史學者」。
- Bart Bok，世界知名的天文學大師。
- Derek Freeman，全球知名的人類學者，曾任教於紐西蘭奧塔哥大學和國立薩摩亞大學。
- Hanna Neumann，享譽國際的數學家，群論研究者；澳洲科學院院士。
- Anna Wierzbicka，語言學學者；曾任教於波蘭華沙大學。
- Michael Vernon，美國阿波羅計畫月岩研究者。
- Jonathan Unger，曾任教於美國華盛頓大學、堪薩斯大學與荷蘭萊登大學。
- Neil Trudinger，澳洲科學院與英國皇家學會院士；數學教授，曾任教於昆士蘭大學與美國紐約大學。
- Royall Tyler，日本旭日章受勛者；曾任教於美國威斯康辛大學麥迪遜分校與挪威奧斯陸大學。
- Richard Sylvan，哲學家與邏輯學大師。
- Trevor Swan，經濟學家，被譽為：未獲得諾貝爾獎的最偉大經濟學家。
- Oskar Spate，地理學學者；曾任教於英國倫敦大學和倫敦政治經濟學院；巴布亞紐幾內亞大學創校顧問。
- Allan Snyder，英國皇家學會院士；光波物理學學者；曾任教於美國耶魯大學和英國劍橋大學。
- Thomas Smith，金融教授；曾任教於美國杜克大學。
- Michael A. Smith，哲學家；曾任教於蒙納許大學、英國牛津大學和美國普林斯頓大學。
- J. J. C. Smart，哲學家；曾任教於阿德雷得大學、拉籌伯大學和蒙納許大學。
- Jeremy Shearmur，哲學家；曾任教於美國喬治梅森大學、英國曼徹斯特大學和愛丁堡大學。
- Amin Saikal，政治學學者；曾任教於英國薩塞克斯大學、劍橋大學和美國普林斯頓大學。
- Malcolm Ross，語言學學者。
- Ted Ringwood，澳洲科學院、英國皇家學會院士；地質學學者。
- Anthony Reid，史學家，福岡亞洲文化獎得主；曾任教於劍橋大學、馬來亞大學、新加坡國立大學和加州大學洛杉磯分校。
- Leo Radom，澳洲科學院院士，計算化學科學家；曾任教於雪梨大學。
- Lindsay Pryor，植物學家；澳洲國家植物園創建者。
- Philip Pettit，政治學學者；曾任教於美國普林斯頓大學、加拿大多倫多大學、英國布拉德福德大学、劍橋大學和愛爾蘭都柏林大學、愛爾蘭國立大學。
- John Passmore，哲學家；曾任教於紐西蘭奧塔哥大學、英國牛津大學和美國布蘭戴斯大學。
- Cliff Ollier，地貌學暨地理學學者；曾任教於西澳大學、墨爾本大學、坎培拉大學和巴布亞紐幾內亞大學。
- Bernhard Neumann，英國皇家學會院士，數學家、群論權威；曾任教於英國曼徹斯特大學、赫爾大學和卡迪夫大學。
- Siegfried Frederick Nadel，人類學學者，洛克菲勒基金會表揚獎獲獎人。
- Pat Moran，英國皇家學會、澳洲科學院院士，統計學權威；曾任教於英國牛津大學。
- Thomas Millar，澳洲社會科學院院士，政治學學者；曾任教於英國倫敦國王學院與倫敦政治經濟學院。
- Achdiat Karta Mihardja，劇作家與小說家，印尼文學大師。
- Henry Evans Maude，人類學學者，南太平洋島國會議政要。
- Warwick McKibbin，經濟學家，曾擔任澳洲儲備銀行董事。
- Brendan McKay，澳洲科學院院士，數學家與電腦科學學者；曾破解聖經密碼。
- Gavan McCormack，東方學史學家；曾任教於里茲大學、拉籌伯大學、阿德雷得大學、神戶大學、京都大學、立命館大學、筑波大學、國際基督教大學與東京工業大學。
- Loren Lomasky，哲學家；曾任教於美國維吉尼亞大學、鮑林格林州立大學和明尼蘇達大學。
- Andrew Leigh，經濟學家；曾任澳洲國會（眾議院）議員。
- Ben Kerkvliet，政治學學者；曾任教於美國夏威夷大學。
- Roger Keesing，語言學和人類學學者；曾任教於美國加利福尼亞大學和加拿大麥基爾大學。
- James Jupp，澳洲社會科學院院士，政治學學者；曾任教於英國約克大學、墨爾本大學、坎培拉大學與加拿大滑鐵盧大學。
- Rhys Jones，考古學家；曾任教於雪梨大學、英國威爾斯大學和美國哈佛大學。
- Zvonimir Janko，數學家；曾任教於蒙納許大學和德國海德堡大學。
- Frank Cameron Jackson，哲學家，澳洲國立大學副校長；曾任教於美國普林斯頓大學、英國牛津大學和阿德雷得大學、蒙納許大學。
- Edward A. Irving，英國皇家學會、加拿大皇家學會和美國國家科學院院士，地理學家；曾任教於里茲大學。
- Ken Inglis，史學家；曾任教於阿德雷得大學與巴布亞紐幾內亞大學。
- Shun Ikeda，日本文化與日文研究學者。
- A. D. Hope，詩人與文學大師；曾任教於墨爾本大學。
- Fred Gruen，經濟學家，曾任教於蒙納許大學。
- Peter Self，政治經濟學學者，曾任教於英國倫敦政治經濟學院。
- Colin Groves，體質人類學權威，曾任教於英國倫敦國王學院、劍橋大學和美國柏克萊加州大學。
- John Gardner，法學教授；曾任教於英國牛津大學、倫敦國王學院與美國耶魯大學、德克薩斯州大學奧斯汀分校。
- Denis Evans，澳洲科學院院士，化學家；曾任教於美國康乃爾大學與英國牛津大學。
- Kep Enderby，法學教授，御用大律師、新南威爾斯州最高法院法官，並曾任澳洲國會（眾議院）議員。
- Fred Emery，心理學家，曾任教於墨爾本大學、麥覺理大學和美國史丹佛大學。
- Robert M. Douglas，醫師，曾任職於世界衛生組織和阿德雷得大學。
- Thomas K. Donaldson，數學家，曾任教於美國芝加哥大學。
- Robert Dessaix，小說家與文學大師，曾任教於新南威爾斯大學。
- Gavan Daws，史學家，澳洲人文科學院院士；曾任職於聯合國教科文組織。
- Anthony Irvine Adams，公共衛生專家；曾任職於世界衛生組織。
- Patrick Atiyah，法學教授，御用大律師；曾任教於英國華威大學和牛津大學。
- Arthur Llewellyn Basham，史學家與印度學學者。
- Michael Barnsley，數學家；曾任教於美國喬治亞理工學院。
- Larissa Behrendt，大律師，澳洲原住民；曾任教於雪梨科技大學。
- David Bensusan-Butt，經濟學家。
- Richard P. Brent，數學家與電腦科學學者，澳洲科學院、計算機協會與電機電子工程師學會院士。
- Miroslav Bukovsky，音樂家。
- Hedley Bull，國際關係學者；曾任教於英國倫敦政治經濟學院和牛津大學。
- David Chalmers，哲學家；曾任教於美國紐約大學、聖路易斯華盛頓大學、加利福尼亞大學和亞利桑那大學。
- 彼得·辛格，哲學家；曾任教於墨爾本大學、蒙納許大學和美國普林斯頓大學、紐約大學。
- 王鈴，歷史學家。
- 杜聯喆，歷史學家；曾任教於美國哥倫比亞大學。
- 劉憶如，中華民國（台灣）行政院經濟建設委員會主委；立法委員；財政部部長。
- 張旭成，中華民國（台灣）國家安全會議副祕書長；立法委員；中華民國駐愛爾蘭代表。

## 資料來源
1. ↑  .   [2011-04-25]. （原始内容存档于2021-04-15）.